# Oblicze Dnia
Oblicze Dnia – dwutygodnik ukazujący się w Warszawie od lutego do czerwca 1936. Nakład jednorazowy dochodził do 25.000 egzemplarzy. Tytuł nawiązywał do powieści Wandy Wasilewskiej z roku 1934. 
Redaktorem był Mieczysław Bibrowski przy współpracy Juliusza Burgina. Linia polityczna czasopisma była skrajnie lewicowa, co było przyczyną konfliktów z cenzurą i konfiskat nakładu, a w końcu likwidacji czasopisma. 
Na linię polityczną wywierali wpływ Andrzej Strug, Teodor Duracz i Wanda Wasilewska.
Autorami publikującymi w Obliczu Dnia byli m.in. Zofia Nałkowska, Adolf Rudnicki, Helena Boguszewska, Jerzy Kornacki, Wacław Nałkowski, Janina Broniewska, Władysław Broniewski, Leon Chwistek, Stanisław Ryszard Dobrowolski, Stanisław Dubois, Julian Hochfeld, Gustawa Jarecka, Anna Kowalska, Leon Kruczkowski, Jan Nepomucen Miller, Stanisław Ossowski, Wacław Rogowicz, Wincenty Rzymowski, Włodzimierz Słobodnik, Władysław Spasowski, Elżbieta Szemplińska-Sobolewska, Lucjan Szenwald, Edward Szymański, Stefania Zahorska, Emil Zegadłowicz. Publikowano też teksty pisarzy zagranicznych, m.in. Romain Rollanda, Louisa Aragona, Uptona Sinclaira i Paula Langevina. 